# Isoperla muir
Isoperla muir är en bäcksländeart som beskrevs av Szczytko och Stewart 2004. Isoperla muir ingår i släktet Isoperla och familjen rovbäcksländor. Inga underarter finns listade i Catalogue of Life.